# نوكيا X6
نوكيا X6 (بالإنجليزية: Nokia X6)‏ هو هاتف محمول من نوكيا يعمل بنظام سيمبيان، تم طرحه في الأسواق في 2009.

## الخصائص
- نظام التشغيل: سيمبيان
- الشاشة: إل سي دي
- الوزن: 122 غ (0.269 رطل)
- الذاكرة: 8 جيجابايت